# 시아라 한나

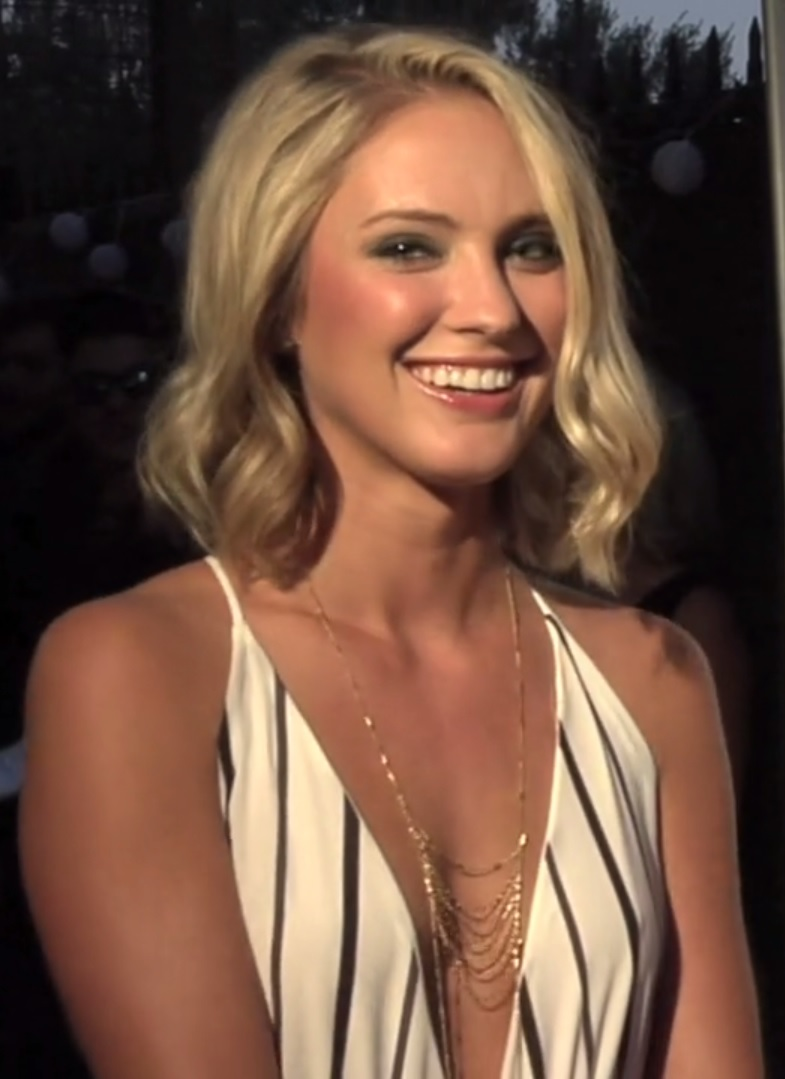
시어라 해나 (2015)

시아라 한나(영어: Ciara Hanna 시어라 해나[*], 영어 발음: /siˈərə ˈhænə/)는 미국의 배우이자 모델이다. 《파워레인저 메가포스》(2013)와 《파워레인저 슈퍼 메가포스》(2014)에서 메가포스 옐로우와 슈퍼 메가포스 옐로우인 지아 모런 역할을 맡은 것으로 유명하다.

## 어린 시절
1991년 1월 20일 미국 캘리포니아주 오렌지에서 아버지 마크 해나와 어머니 킴벌리 해나의 사이에서 장녀로 태어났다.

## 출연 작품
- 파워레인저 메가포스 (2013, Power Rangers Megaforce)
- 파워레인저 슈퍼 메가포스 (2014, Power Rangers Super Megaforce)